# 田辺篤
田辺 篤（たなべ あつし、1945年1月3日 - 2024年8月22日）は、日本の政治家。元山梨県甲州市長（4期）、元塩山市長（1期）、元山梨県議会議員（4期）。
祖父は元衆議院議員の田邊七六。大叔父は実業家の田邊宗英。父は元山梨県知事、衆議院議員の田邊圀男。

## 来歴
山梨県塩山市下於曽（現・甲州市）に生まれる。1969年（昭和44年）3月、成城大学経済学部卒業。1993年（平成5年）9月の山梨県議会議員補欠選挙で初当選。以後、県議を計4期務める。
2005年（平成17年）8月7日に行われた塩山市長選挙に初当選。8月16日、市長就任。
同年11月1日、塩山市は東山梨郡勝沼町・大和村と合併し廃止。甲州市が新たに発足し、11月27日に行われた市長選挙で初当選し、初代甲州市長に就任。
2009年（平成21年）、無投票により再選。2013年（平成25年）、前市議の広瀬重治を破り3選。2017年（平成29年）、4選。
2019年（令和元年）12月27日、疲れや物忘れが目立ち「年には勝てない」ことを自覚し、自身の健康面を理由に2020年（令和2年）1月31日付で辞職することを表明し、市議会議長に辞職願を提出し受理された。
2024年（令和6年）8月22日正午過ぎ、病気のため死去。79歳没。